# Jean Harlez
Jean Harlez est un cinéaste et artiste belge né à Erquelinnes le 31 décembre 1924.
D'abord assistant de Charles Dekeukeleire de 1947 à 1950, au départ il veut réaliser des films.
Il construira sa première caméra 35mm pour réaliser Quand chacun apporte sa part  (1954), un court-métrage sur la création d'une coopérative paysanne. Il réalise ensuite Le chantier des gosses (1956, dont le montage se termine juste avant l'exposition universelle de 1958,, mais faute d'argent, il ne sera sonorisé qu'en 1970). Ce long-métrage auto-produit s'avère être le premier film néoréaliste belge, dont le tournage pourra être terminé grâce à la vente au ministère de la Culture de l'époque d'un court-métrage documentaire sur les petits métiers dans le quartier populaire des Marolles à Bruxelles, Les gens du quartier (1955).
Il devient en 1961, cinéaste d'exploration avec une série de films tournés au Groenland, dont un long-métrage documentaire, Escalades au soleil de minuit (1961) produit par le Club alpin belge qui lui demande de suivre l'ascension d'une série de sommets vierges groenlandais, qui se terminera par la mort tragique d'une partie des grimpeurs.
Il a aussi collaboré en tant que cadreur à une douzaine de films de Marcel Broodthaers qui était un ami proche.
Sa femme, journaliste et écrivaine, Marcelle Dumont, aura écrit les textes de la plupart de ses films d'auteur , de son premier film à ses derniers courts-métrages de fiction auto-produits durant les années 1980 et 1990.
Depuis 1993, Jean Harlez s'attèle essentiellement à ses Notre-Dame revisitées. Ce sont des tableaux en relief, grandeur nature, où se mélangent photos originales, objets récupérés, moulages et autres éléments divers et variés.
Début 2014, Le chantier des gosses et l'œuvre de Jean Harlez, ont été mis à l'honneur au Cinéma Nova à Bruxelles ,.